# EuroLeague 2007/08
Die Saison 2007/08 war die 8. Spielzeit der EuroLeague unter Leitung der ULEB und die insgesamt 51. Saison des bedeutendsten Wettbewerbs für europäische Basketball-Vereinsmannschaften, der von 1958 bis 2000 von der FIBA unter verschiedenen Bezeichnungen organisiert wurde.
Den Titel gewann ZSKA Moskau. Für die Russen war es der zweite Titelgewinn.

## Teilnehmende Mannschaften
| Name                  | Stadt        | Spielstätte                                   | Fassungsvermögen | EuroLeague Titel** |
| --------------------- | ------------ | --------------------------------------------- | ---------------- | ------------------ |
| Panathinaikos*        | Athen        | OAKA Olympic Indoor Hall                      | 18.700           | 2                  |
| Olympiakos            | Piräus       | Stadion des Friedens und der Freundschaft     | 14.171           | -                  |
| Aris                  | Thessaloniki | Alexandreio Melathron                         | 05.010           | -                  |
| Real Madrid           | Madrid       | Palacio Vistalegre                            | 15.000           | -                  |
| FC Barcelona          | Barcelona    | Palau Blaugrana                               | 08.000           | 1                  |
| Unicaja Málaga        | Málaga       | Palacio de Deportes José María Martín Carpena | 10.500           | -                  |
| TAU Vitoria           | Vitoria      | Fernando Buesa Arena                          | 09.323           | -                  |
| La Fortezza Bologna   | Bologna      | PalaMalaguti                                  | 08.278           | 1                  |
| Armani Jeans Milano   | Mailand      | Forum di Assago                               | 11.200           | -                  |
| Lottomatica Roma      | Rom          | PalaLottomatica                               | 11.200           | -                  |
| Montepaschi Siena     | Siena        | Pala Sport Mens Sana                          | 06.000           | -                  |
| Le Mans Sarthe Basket | Le Mans      | Antarès                                       | 06.000           | -                  |
| Roanne Basket         | Roanne       | Maison des Sports                             | 05.000           | -                  |
| Žalgiris Kaunas       | Kaunas       | S.-Darius-und-S.-Girėnas-Sporthalle           | 05.000           | -                  |
| Lietuvos Rytas        | Vilnius      | Siemens Arena                                 | 11.000           | -                  |
| Efes Pilsen           | Istanbul     | Abdi İpekçi Arena                             | 12.500           | -                  |
| Fenerbahçe Ülker      | Istanbul     | Abdi İpekçi Arena                             | 12.500           | -                  |
| Brose Baskets         | Bamberg      | Jako-Arena                                    | 06.800           | -                  |
| Partizan Belgrad      | Belgrad      | Hala Pionir                                   | 07.000           | -                  |
| Olimpija Ljubljana    | Ljubljana    | Hala Tivoli                                   | 05.600           | -                  |
| ZSKA Moskau           | Moskau       | ZSKA-Universal-Sporthalle                     | 05.000           | 1                  |
| Prokom Trefl Sopot    | Sopot        | Hala Olivia                                   | 05.500           | -                  |
| Cibona Zagreb         | Zagreb       | Dražen-Petrović-Basketballhalle               | 05.200           | -                  |
| Maccabi Tel Aviv      | Tel Aviv     | Nokia Arena                                   | 11.700           | 2                  |

*Titelverteidiger
**Zum Zeitpunkt des Beginns des Wettbewerbs

## Hauptrunde

### Vorrunde
In dieser ersten Phase traten die 24 Mannschaften aufgeteilt in drei Gruppen (A bis C) in Heim- bzw. Auswärtsspielen gegeneinander an, bis ein jedes Team 14 Spiele absolviert hatte. Für die nächste Runde qualifizierten sich die fünf besten aus jeder Gruppe sowie der beste Gruppensechste.

### Gruppe A
| Team                   | Sp | S  | N  | P+   | P-   |
| ---------------------- | -- | -- | -- | ---- | ---- |
| 1. ZSKA Moskau         | 14 | 12 | 2  | 1123 | 942  |
| 2. Montepaschi Siena   | 14 | 10 | 4  | 1098 | 974  |
| 3. TAU Vitoria         | 14 | 9  | 5  | 1170 | 1051 |
| 4. Žalgiris Kaunas     | 14 | 8  | 6  | 1110 | 1126 |
| 5. Olympiakos Piräus   | 14 | 7  | 7  | 1185 | 1099 |
| 6. Olimpija Ljubljana  | 14 | 4  | 10 | 1030 | 1147 |
| 7. Prokom Trefl Sopot  | 14 | 4  | 10 | 973  | 1143 |
| 8. La Fortezza Bologna | 14 | 2  | 12 | 1008 | 1215 |

### Gruppe B
| Team                     | Sp | S  | N  | P+   | P-   |
| ------------------------ | -- | -- | -- | ---- | ---- |
| 1. Lietuvos Rytas        | 14 | 11 | 3  | 1127 | 999  |
| 2. Maccabi Tel Aviv      | 14 | 11 | 3  | 1162 | 1108 |
| 3. Unicaja Málaga        | 14 | 10 | 4  | 1124 | 1007 |
| 4. Efes Pilsen           | 14 | 8  | 6  | 1106 | 1080 |
| 5. Aris Thessaloniki     | 14 | 7  | 7  | 1054 | 1072 |
| 6. Cibona Zagreb         | 14 | 4  | 10 | 1080 | 1188 |
| 7. Armani Jeans Milano   | 14 | 3  | 11 | 1015 | 1107 |
| 8. Le Mans Sarthe Basket | 14 | 2  | 12 | 1035 | 1142 |

### Gruppe C
| Team                     | Sp | S  | N  | P+   | P-   |
| ------------------------ | -- | -- | -- | ---- | ---- |
| 1. Panathinaikos Athen   | 14 | 12 | 2  | 1159 | 1037 |
| 2. Real Madrid           | 14 | 11 | 3  | 1137 | 1015 |
| 3. FC Barcelona          | 14 | 9  | 5  | 1082 | 991  |
| 4. Fenerbahçe Ülker      | 14 | 6  | 8  | 1087 | 1113 |
| 5. Partizan Belgrad      | 14 | 6  | 8  | 1087 | 1103 |
| 6. Lottomatica Roma      | 14 | 6  | 8  | 1071 | 1096 |
| 7. Roanne Basket         | 14 | 4  | 10 | 1104 | 1224 |
| 8. Brose Baskets Bamberg | 14 | 2  | 12 | 879  | 1040 |

## Zwischenrunde (Top 16)
In der zweiten Phase der Euroleague wurden die verbliebenen 16 Mannschaften in vier Gruppen (D bis G) zu je vier Teams aufgeteilt. Dabei spiegelte sich das Abschneiden aus der Regulären Saison in der Setzliste für die Auslosung wider. Auch in dieser Phase traten die Mannschaften einer jeden Gruppe in Hin- und Rückspielen gegeneinander an. Die zwei besten Teams jeder Gruppe qualifizierten sich dabei für die nächste Runde.

### Gruppe D
| Team                   | Sp | S | N | P+  | P-  |
| ---------------------- | -- | - | - | --- | --- |
| 1. Montepaschi Siena   | 6  | 4 | 2 | 465 | 427 |
| 2. Partizan Belgrad    | 6  | 4 | 2 | 440 | 430 |
| 3. Panathinaikos Athen | 6  | 3 | 3 | 430 | 446 |
| 4. Efes Pilsen         | 6  | 1 | 5 | 426 | 458 |

### Gruppe E
| Team                 | Sp | S | N | P+  | P-  |
| -------------------- | -- | - | - | --- | --- |
| 1. Tau Ceramica      | 6  | 5 | 1 | 510 | 467 |
| 2. Fenerbahce Ülker  | 6  | 3 | 3 | 493 | 488 |
| 3. Lietuvos Rytas    | 6  | 2 | 4 | 506 | 507 |
| 4. Aris Thessaloniki | 6  | 2 | 4 | 448 | 495 |

### Gruppe F
| Team                 | Sp | S | N | P+  | P-  |
| -------------------- | -- | - | - | --- | --- |
| 1. Maccabi Tel Aviv  | 6  | 4 | 2 | 516 | 496 |
| 2. Olympiakos Piräus | 6  | 4 | 2 | 443 | 436 |
| 3. Real Madrid       | 6  | 3 | 3 | 489 | 493 |
| 4. Žalgiris Kaunas   | 6  | 1 | 5 | 457 | 480 |

### Gruppe G
| Team                | Sp | S | N | P+  | P-  |
| ------------------- | -- | - | - | --- | --- |
| 1. ZSKA Moskau      | 6  | 4 | 2 | 448 | 386 |
| 2. FC Barcelona     | 6  | 3 | 3 | 393 | 383 |
| 3. Unicaja Málaga   | 6  | 3 | 3 | 412 | 418 |
| 4. Lottomatica Roma | 6  | 2 | 4 | 383 | 449 |

## Viertelfinale
In einem Modus "Best-of-Three" traten die verbliebenen acht Teams in vier Mannschaftsbegegnungen gegeneinander an. Die Gruppenersten aus der zweiten Phase genossen dabei bei einem eventuell benötigten dritten Entscheidungsspiel Heimrecht. Die vier Mannschaften, welche diese Duelle für sich entscheiden konnten, qualifizierten sich für das Final-Four-Turnier.
| Paarung           | Paarung | Paarung           | 1. Spiel | 2. Spiel | 3. Spiel |
| Montepaschi Siena | -       | Fenerbahçe Ülker  | 73:66    | 86:65    |          |
| TAU Ceramica      | -       | Partizan Belgrad  | 74:66    | 55:76    | 85:68    |
| Maccabi Tel Aviv  | -       | FC Barcelona      | 81:75    | 74:83    | 88:75    |
| ZSKA Moskau       | -       | Olympiakos Piräus | 74:76    | 83:73    | 81:56    |

## Final Four Turnier
In einem Turnier das zwischen dem 2. und 4. Mai 2008 ausgetragen wurde, traten je zwei Mannschaften in Halbfinals gegeneinander an. Die Sieger qualifizierten sich für das Finale aus dem der Sieger der EuroLeague hervorging.

### Halbfinale
Die Halbfinalspiele fanden am 2. Mai 2008 statt.
| Paarung           | Paarung | Paarung          | Ergebnis |
| Montepaschi Siena | -       | Maccabi Tel Aviv | 85:92    |
| TAU Ceramica      | -       | ZSKA Moskau      | 79:83    |

### Spiel um Platz 3
Das Spiel fand am 4. Mai statt.
| Paarung           | Paarung | Paarung      | Ergebnis    |
| Montepaschi Siena | -       | TAU Ceramica | 97:93 n. V. |

### Finale
Das EuroLeague Finale fand am 4. Mai 2008 in der Sporthalle Palacio de Deportes in Madrid statt.
| Paarung          | ZSKA Moskau – Maccabi Tel Aviv |
| Ergebnis         | 91:77 |
| Datum            | 4. Mai 2008 |
| Stadion          | Palacio de Deportes, Madrid |
| Zuschauer        | 13.480 |
| Schiedsrichter   | Sradan Dozai, Dani Hierrezuelo, Stelios Koukoulekidis |
| ZSKA Moskau      | Theodoros Papaloukas 12 Punkte, Nikolaos Zisis, Matjaž Smodiš 13, Ramūnas Šiškauskas 13, J. R. Holden 14, Sachar Paschutin, David Andersen 13, Trajan Langdon 21, Marcus Goree 2, Alexei Schwed, Tomas Van Den Spiegel 3, Wiktor Chrjapa Trainer: Ettore Messina |
| Maccabi Tel Aviv | Will Bynum 23, Derrick Sharp, Nikola Vujčić 2, Lior Eliyahu, Terence Morris 13, Tal Burstein, Omri Casspi 9, Alex Garcia 2, David Bluthenthal 5, Vonteego Cummings, Esteban Batista 14, Yotam Halperin 9 Trainer: Zvi Sherf                                      |

## Auszeichnungen

### MVP der Euroleague Saison 2007–2008
- Ramūnas Šiškauskas (ZSKA Moskau)

### Final Four MVP

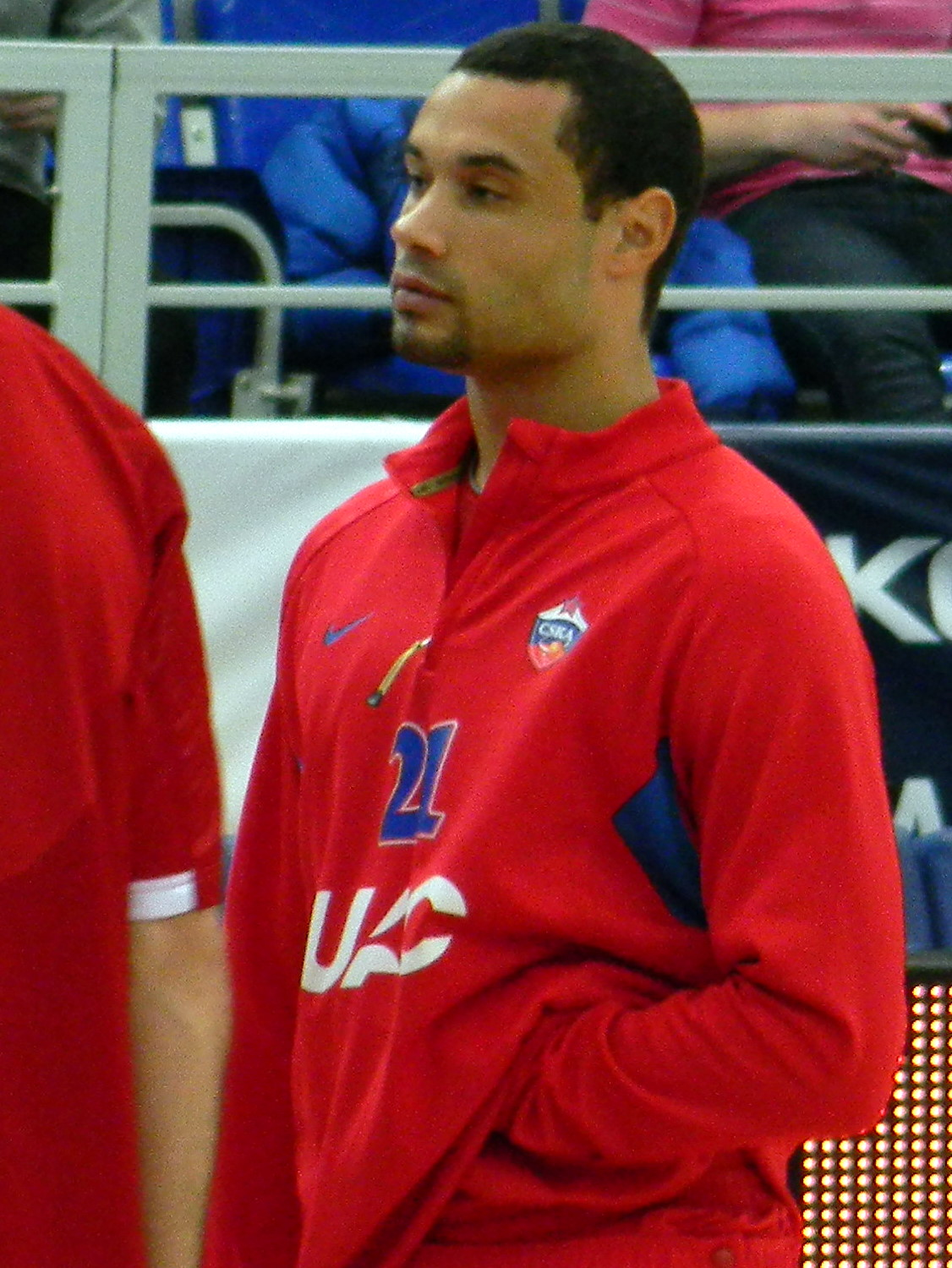
Final Four MVP: Trajan Langdon

- Trajan Langdon (ZSKA Moskau)

### All Euroleague First Team 2007–2008
- Terrell McIntyre (Montepaschi Siena)
- Trajan Langdon (ZSKA Moskau)
- Ramūnas Šiškauskas (ZSKA Moskau)
- Terence Morris (Maccabi Tel Aviv)
- Tiago Splitter (TAU Cerámica)

### All Euroleague Second Team 2007–2008
- Theodoros Papaloukas (ZSKA Moskau)
- Bootsy Thornton (Montepaschi Siena)
- Yotam Halperin (Maccabi Tel Aviv)
- Kšyštof Lavrinovič (Montepaschi Siena)
- Nikola Peković (Partizan Belgrad)

### Bester Verteidiger
- Dimitrios Diamantidis (Panathinaikos Athen)

### Rising Star Trophy
- Danilo Gallinari (Armani Jeans Milano)

### Alphonso Ford Top Scorer Trophy
- Marc Salyers (Chorale Roanne Basket)

### Alexander Gomelsky Coach of the Year
- Ettore Messina (ZSKA Moskau)

### Trainer des Jahres (Alexander Gomelski Trophy)
- Ettore Messina (ZSKA Moskau)

### Club Executive of the Year
- Ferdinando Minucci (Montepaschi Siena)

### MVP des Monats
- November:  Arvydas Macijauskas (Olympiakos)
- Dezember:  Marcus Brown (Zalgiris)
- Januar:  Terence Morris (Maccabi)
- Februar:  Bootsy Thornton (Montepaschi Siena)
- März:  Milt Palacio (Partizan Belgrad)
- April:  Ramūnas Šiškauskas (ZSKA Moskau)